# اندیس آنومالی تازه آباد گلانه
آنومالی تازه آباد گلانه یک اندیس فلزی است که در حوالی شهر باینجوب استان کردستان قرار دارد و مادهٔ معدنی موجود در آن، طلا است.سنگ میزبان این اندیس آهک، ولکانوکلاستیکهای اسیدی، گرانیت، گرانودیوریت، شیل است  در این اندیس، پاراژنز‌های باریت، اسفن، لوکوکسن، روتیل، سینابر، اپیدوت، زیرکن یافت می‌شوند.